# Paraskeovulla Thrasyvoulou
Paraskeovulla Thrasyvoulou (griechisch Παρασκευούλλα Θρασυβούλου; * 21. Februar 1994) ist eine zyprische Leichtathletin, die im Kugelstoßen sowie im Diskuswurf an den Start geht.

## Sportliche Laufbahn
Erste internationale Erfahrungen sammelte Paraskeovulla Thrasyvoulou bei den Spielen der kleinen Staaten von Europa 2011 in Schaan, bei denen sie in 59,04 s den sechsten Platz im 400-Meter-Lauf belegte und mit der zyprischen 4-mal-400-Meter-Staffel in 4:07,92 min die Bronzemedaille hinter den Teams aus Malta und Luxemburg gewann. 2023 belegte sie bei der 2. Liga der Team-Europameisterschaft im Rahmen der Europaspiele in Chorzów mit 14,39 m den achten Platz im Kugelstoßen, ehe sie bei den Balkan-Meisterschaften in Kraljevo mit 14,56 m den achten Platz im Kugelstoßen belegte und im Diskuswurf mit 47,20 m auf Rang sieben gelangte. Im Jahr darauf belegte sie bei den Balkan-Meisterschaften in Izmir mit 14,07 m und 49,89 m jeweils den siebten Platz im Kugelstoßen und Diskuswurf.
In den Jahren 2021 und 2023 wurde Thrasyvoulou zyprische Meisterin im Kugelstoßen.

## Persönliche Bestleistungen
- 400 Meter: 58,66 s, 25. Juni 2011 in Limassol
- Kugelstoßen: 15,44 m, 8. Juli 2023 in Nikosia
- Diskuswurf: 53,20 m, 26. Juli 2023 in Thessaloniki